# Xyris lacerata
Xyris lacerata là một loài thực vật hạt kín trong họ Hoàng đầu. Loài này được Pohl ex Seub. miêu tả khoa học đầu tiên năm 1855.